# Přírodní park Horní Berounka
Přírodní park Horní Berounka se nacházel podél horního toku Berounky. Na území města Plzeň, které ale už náleží do přírodního parku, se stékají Radbuza a Úhlava; dále se do nich vlévá ještě Mže – od tohoto místa už se řeka nazývá Berounkou – a Úslava. Geomorfologické členění přírodního parku je velmi rozmanité, území je rozčleněno údolími a složitá stavba se promítá i do rozmanitosti biotopů, které tu jsou chráněny. 
Dne 26. června 2021 přírodní park zanikl. Území zrušeného přírodního parku zahrnuje téhož dne nově vytvořený přírodní park Berounka.

## Sídla
Přírodní park Horní Berounka je rozsáhlý a na jeho území se nachází mnoho sídel:
- okres Plzeň-město:

Bolevec, Bukovec, Červený Hrádek, Doubravka, Újezd
- okres Plzeň-sever:

Bohy, Borek, Břízsko, Čivice, Dolany, Druztová, Chrást, Kaceřov, Kostelec, Kozojedy, Nadryby, Nynice, Planá, Rakolusky, Robčice
- okres Rokycany:

Bujesily, Hřešihlavy, Chlum, Kladruby, Kříše, Liblín, Lhotka u Radnic, Němčovice, Olešná, Prašný Újezd, Smědčice, Střapole, Svinná, Třímany, Újezd u Sv. Kříže, Vranovice, Všenice, Zvíkovec

## Maloplošně chráněná území
Na území přírodního parku se nachází maloplošně chráněná území:
- PR Zábělá
- PR Háj
- PP Malochova skalka
- PR Třímanské skály
- NPR Chlumská stráň

## Galerie

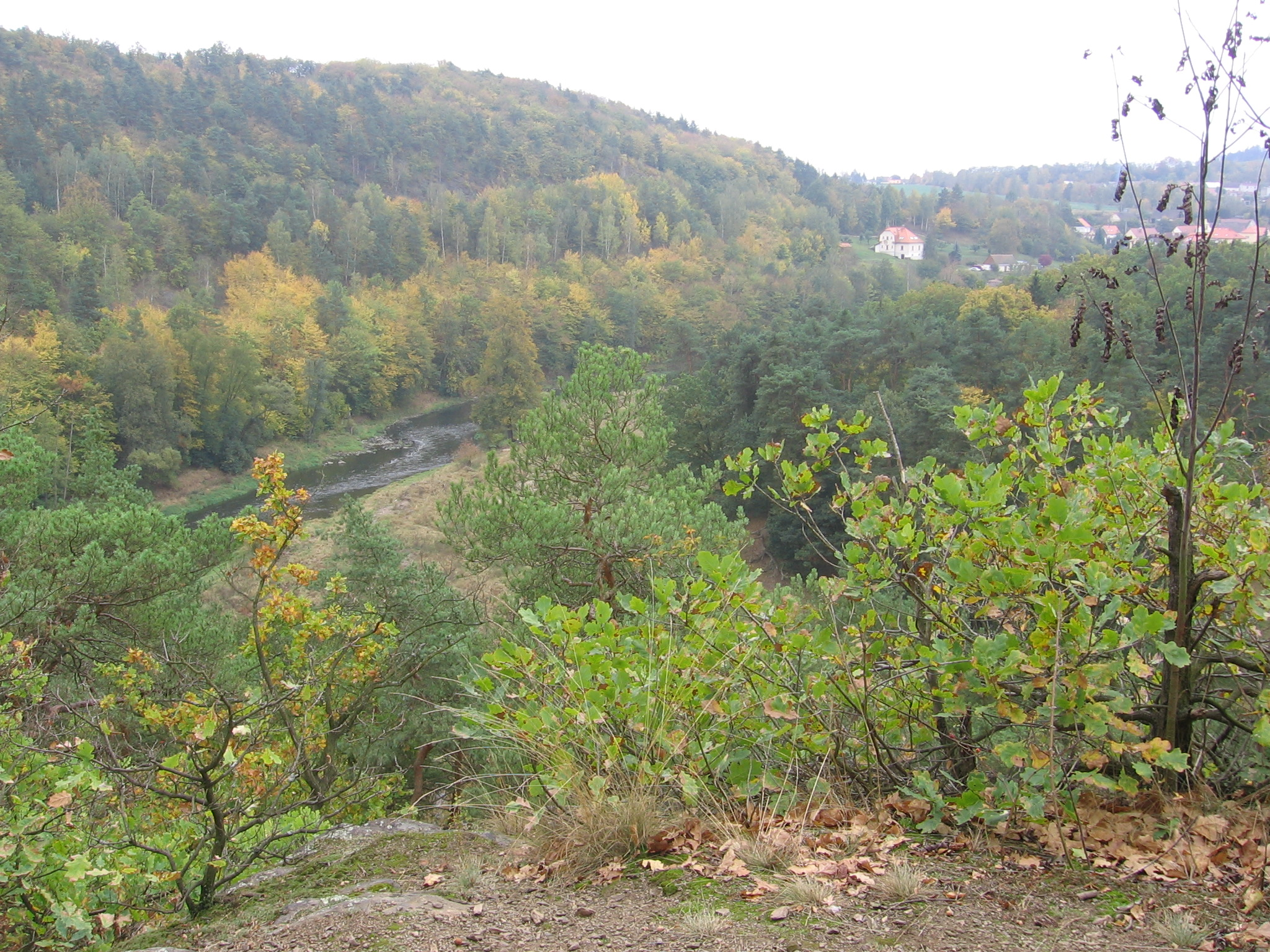
PR Zábělá nad tokem Berounky
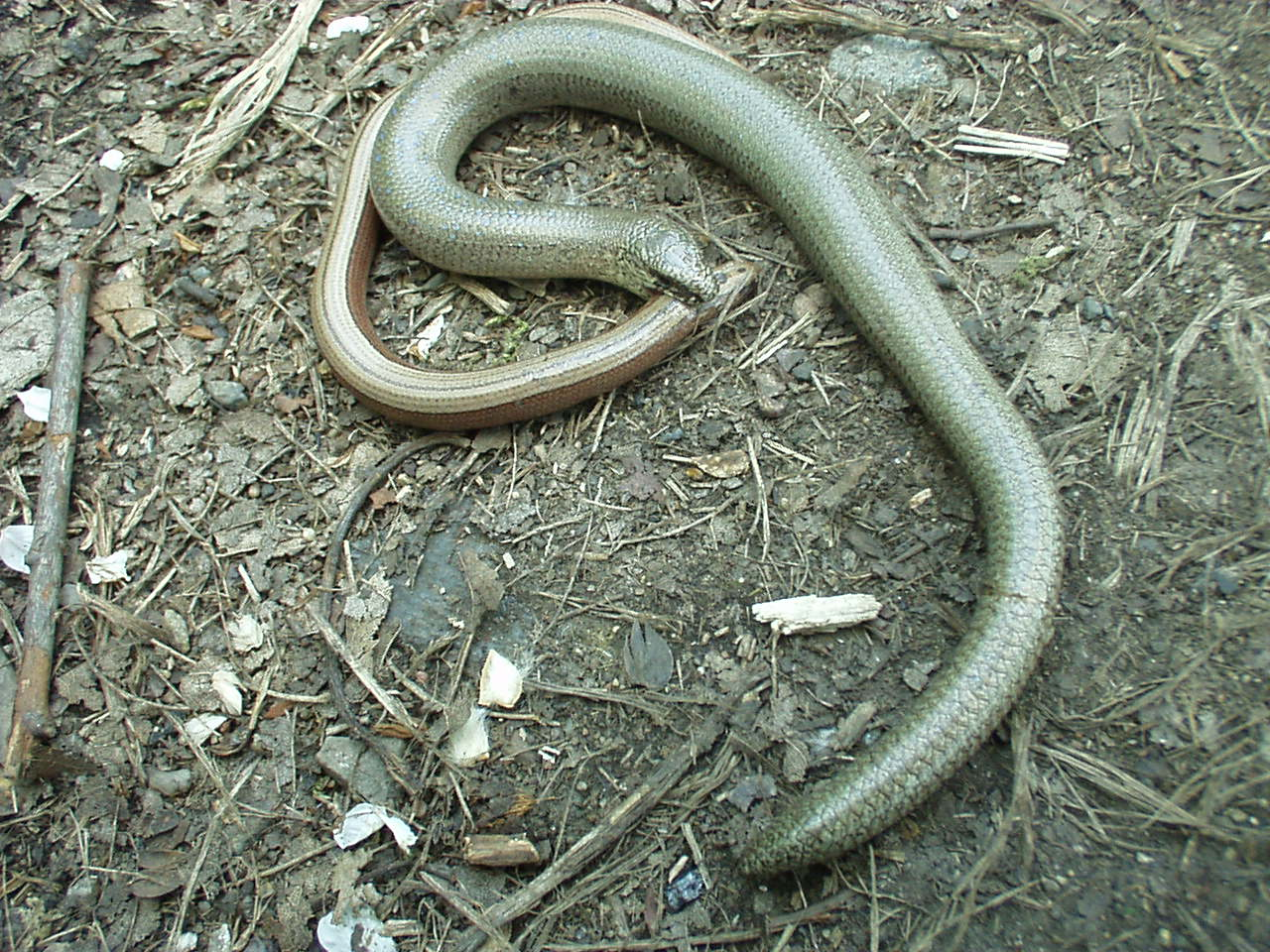
Plazi v PR Zábělá
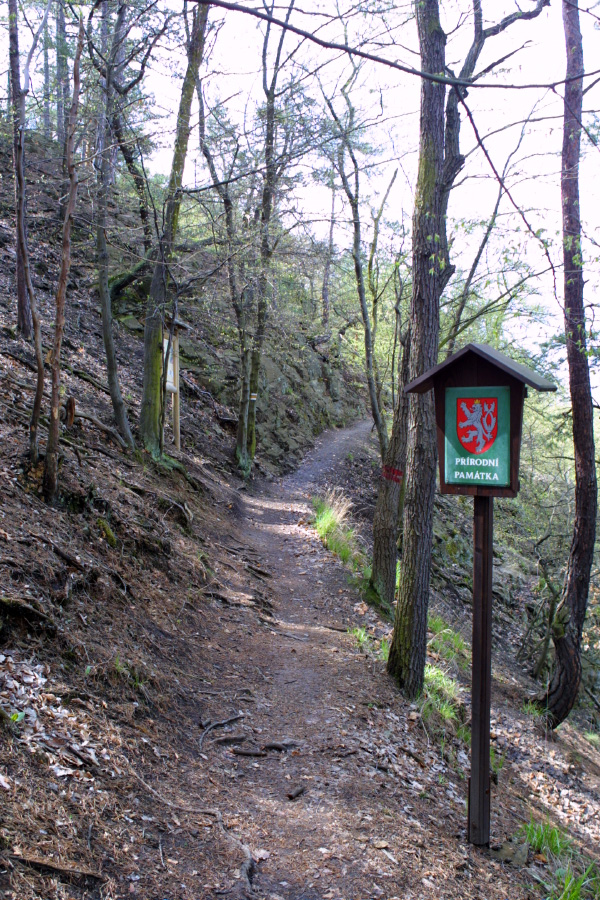
PR Malochova skalka
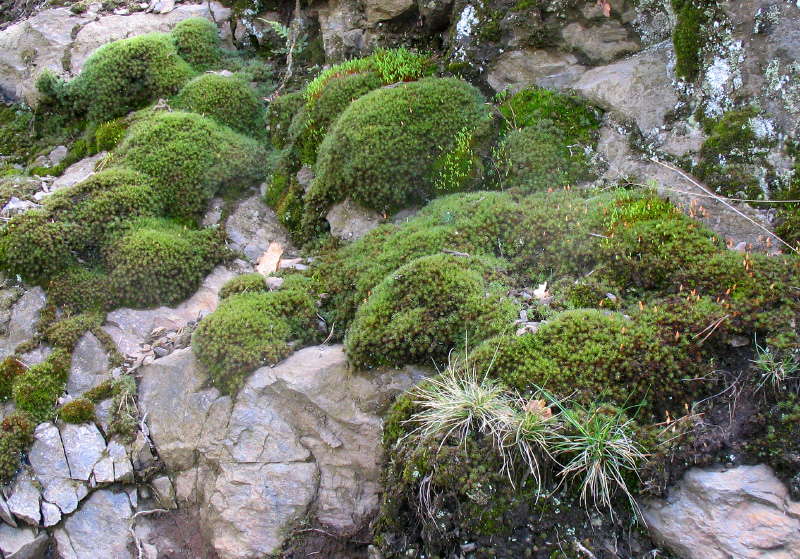
Mechorosty v PR Malochova skalka